# Laxtjärnen, Hälsingland
Laxtjärnen är en sjö i Ljusdals kommun i Hälsingland och ingår i Ljusnans huvudavrinningsområde. Sjön har en area på 0,0384 kvadratkilometer och ligger 323 meter över havet. Sjön avvattnas av vattendraget Västerhocklan.

## Delavrinningsområde
Laxtjärnen ingår i det delavrinningsområde (684611-146038) som SMHI kallar för Utloppet av Laxtjärnen. Medelhöjden är 378 meter över havet och ytan är 2,89 kvadratkilometer. Räknas de 5 avrinningsområdena uppströms in blir den ackumulerade arean 71,03 kvadratkilometer. Västerhocklan som avvattnar avrinningsområdet har biflödesordning 3, vilket innebär att vattnet flödar genom totalt 3 vattendrag innan det når havet efter 181 kilometer. Avrinningsområdet består mestadels av skog (78 procent). Avrinningsområdet har 0,11 kvadratkilometer vattenytor vilket ger det en sjöprocent på 3,8 procent.